# Al-Mujaṣṣaṣ
El Kitāb al-Mujaṣṣaṣ (كتاب المُخَصَّص), o simplemente al-Mujaṣṣaṣ es un libro andalusí escrito por el autor murciano Ibn Sida (1007-1066 d. C. /  399-458 AH). Es considerado una forma de protoenciclopedia y uno de los mayores diccionarios del árabe, pues ordena el conocimiento medieval árabe en orden semántico en vez de alfabético. Solo se conserva una copia del original, alojada en Egipto.

## Etimología
Kitāb es 'libro', y mujaṣṣaṣ es el participio pasivo de la segunda forma (خَصَّصَ) de la raíz semítica خ ص ص (J-Ṣ-Ṣ), cuyo significado está relacionado con 'algo especial, reservado, particular', o bien 'específico de, relativo a'. Aunque los términos antiguos del árabe son difíciles de traducir, Kitāb al-Mujaṣṣaṣ podría traducirse al castellano como 'libro de los relativos' o más correctamente, 'libro de términos específicos'.

## Contenido
Ibn Sida dividió su libro en grandes secciones que llamó كتبا تتناول موضوعا محددا ('libros que tratan un tema en específico'), y dispuso estos libros en un orden lógico, comenzando con el hombre, luego la fauna y flora y finalmente la astronomía. Cabe destacar el hincapié que el autor hace sobre las explicaciones en detalle, como por ejemplo, diferenciar sinónimos. También es notable la incorporación de una extensa bibliografía.
Al-Mujaṣṣaṣ consta de los siguientes capítulos:
- Capítulo I, sobre el ser humano, comenzando por el embarazo y el parto, la lactancia, etc. la juventud y la etapa adulta. 
  - El sonido, el gusto, la vista, el canto, la risa, lo que es adecuado para las personas, el instinto, los buenos modales
  - La independencia, la generosidad, la cortesía, la mente, la opinión, el secreto, la astucia, la comprensión, la ciencia
- Capítulo II, sobre la mujer (46 páginas)
- Capítulo III, sobre indumentaria y herramientas
- Capítulo IV, sobre la comida y la nutrición
  - Siembra, productos agrícolas
- Capítulo V, sobre el cuerpo humano y las enfermedades
  - Las partes del cuerpo, comenzando por la cabeza, el cabello, la cara, ceja, oreja, el ojo, etc. En cada uno de estos explicando sus características, por ejemplo, en el caso del ojo: lágrimas, enfermedades oculares, visión, el ver y el mirar, el color de la pupila, etc.
- Capítulo VI, sobre la ingeniería y la construcción
  - la náutica, todo sobre los barcos
  - los pozos y otras construcciones de agua,
  - excavación, demolición, la arcilla, la piedra y otros materiales
- Capítulo VII, sobre la milicia
- Capítulo VIII, sobre los animales
  - la ganadería, la hípica, partes de los animales, la condición salvaje de los animales, razas de caballo, formas de honrar e insultar al caballo, alimentación animal, mulas y burros, etc.
  - camellos, crianza de camellos, ordeñar leche de camella, etc.
  - las ovejas
  - lobos, hienas, leopardos, osos, mangostas, monos, zorros, conejos, perros, gatos y otros felinos, la caza, los insectos, la rata y el ratón, lagartos, serpientes, escorpiones, piojos, gusanos, aves
- Capítulo IX, sobre el calendario, la astronomía, la geografía y el clima
  - el zodíaco, las estrellas, el sol y sus características, la luna y sus características, constelaciones, eclipses
  - fenómenos astronómicos, lluvia de estrellas, conjunción planetaria, los nombres de los días en el islam y los nombres de los días en la etapa preislámica. Lo mismo con los meses. El ocaso, la salida del sol, los años, las edades y los tiempos
  - la noche y el día
  - el viento, las nubes, tipos de nubes, truenos, relámpagos, lluvia, nieve, el agua y sus sabores, el torrente, recolección del agua y usos hídricos
- Capítulo X, sobre el lenguaje
  - los verbos, sus conjugaciones, las funciones verbales transitivas e intransitivas, el plural, el sustantivo, la escritura, el verbo hacer, los números, la numerología
- Capítulo XI, Derivación de los Más Bellos Nombres de Dios